# Сточни форум
Сточни форум (лат. Forum Boarium, итал. Foro Boario) био је римски форум где се продавала сточна храна.
Налазио се у близини реке Тибар, између брежуљака Капитол, Палатин и Авентин. Forum Boarium је било место велике тржишне активности.   